# سلتسو
سلتسو (بالروسية: Сельцо) هي إحدى مدن روسيا في الكيان الفدرالي الروسي بريانسك أوبلاست.